# Ant's life studio
ant's life studio（アンツライフスタジオ）は、バンダイが発売した、デジタルな空間でアリを飼えるシミュレーションゲームである。
アリの種類はクロヤマアリという、日本で最も多い種類で、日本蟻類研究会の大河原恭祐が協力している。

## 仕様

### モノを置く
巣の近くに物を置くことができる。
- 砂糖：最初から置くことができるアイテムで、これを置くことにより体力が上がる。
- 小石：最初から置くことができるアイテム。
- 赤虫：アリ釣りで連続5匹以上釣ると出現する。（産能力が上がる。）
- 煮干し：アリ釣りで連続10匹以上釣ると出現する。（産能力が上がる。）
- チョコレート：アリ釣りで連続20匹以上釣ると出現する。（体力と産能力が上がる。）
- アメ：アリ釣りで連続30匹以上釣ると出現する。（体力がかなり上がる。）
- みかん：アリ釣りで累計30匹以上釣ると出現する。（体力が上がる。）
- いもむし：アリ釣りで累計50匹以上釣ると出現する。（体力と産能力が上がる。）
- バナナ：敵を累計5匹以上追い払うと出現する。（体力と産能力が上がる。）
- ビスケット：敵を累計10匹以上追い払うと出現する。（体力と産能力が上がる。）
- さけフレーク：敵を累計15匹以上追い払うと出現する。（産能力が上がる。）
- マシュマロ：開始から1ヵ月経過で出現する。（体力が上がる。）
- イクラ：アリ釣りで累計70匹以上釣ると出現する。（産能力が上がる。）
- マンガ肉：アリ釣りで累計100匹以上釣ると出現する。（産能力が上がる。）
- 塩：開始から1週間経過で出現する。
- ポテトチップス：開始から2週間経過で出現する。（産能力が上がる。）
- 犬のふん：棒を挿すで5回以上挿すと出現する。
- チーズ：棒を挿すで10回以上挿すと出現する。（産能力が上がる。）
- いもむし（生）：敵を累計20匹以上追い払うと出現する。(産能力が上がる。)
- 敵アリ：アリ釣りで累計150匹以上釣ると出現する。戦うと効果がある。（産能力がかなり上がる。）

なお、アリが食べた食べかすや、地面に置いてあるものを片付けることができる。

### 棒を挿す
アリの巣に棒を挿して観察することができる。

### アラーム
時刻を設定しておけば、目覚まし時計になる。

### オプション
各種設定を行うことができる。
- サウンド - 音量の変更ができる。
- ライト
  - バックライトの明るさを変更できる。
  - ロングライト:バックライトがついたままで、暗くならない。（コンセントに挿している状態のみ使用可能）
  - ショートライト:ボタンを押すと、バックライトがつく。（ボタンを押してから、約10秒間で暗くなる。）
  - ライトオフ:バックライトがボタンを押しても、明るくならない。
- メモリクリア
  - リセットをすることができる。（誤操作の恐れがあるので、2度合否確認をする。）
- 時計
  - 日付・曜日・時刻の設定ができる。

### アリ釣り
アリを釣っていくミニゲームができる。

### データ
現在のアリの数や、卵などの数や、アリ釣りで釣ったアリの数と一回で釣った最高記録が表示される。

### 天敵
不定期に登場し、アリや巣を襲う。季節ごとに種類が変化する。
- カエル:一定の間隔で飛び跳ねる。アリを捕食。
- ジグモ:一定時間往復する。アリを捕食。
- 敵アリ:一定時間に往復し、アリに攻撃を仕掛ける。戦いに勝てばエサとして運べる。
- ハリサシガメ:ゴミに隠れて待機する。アリを捕食。
- ハンミョウ:ジャンプしながら往復する。アリを捕食。
- ミミズ:地中に移動する。捕食はしないが、移動の際に巣を破壊する。